# Jaapiella buhri
Jaapiella buhri är en tvåvingeart som beskrevs av Stelter 1975. Jaapiella buhri ingår i släktet Jaapiella och familjen gallmyggor.
Artens utbredningsområde är Tyskland. Inga underarter finns listade i Catalogue of Life.